# Halechiniscus
Genre
Halechiniscus est un genre de tardigrades de la famille des Halechiniscidae. 

## Liste des espèces
Selon Degma, Bertolani et Guidetti, 2015 :
- Halechiniscus chafarinensis Grimaldi de Zio & Villora Moreno, 1995
- Halechiniscus churakaagii Fujimoto, 2015
- Halechiniscus greveni Renaud-Mornant & Deroux, 1976
- Halechiniscus guiteli Richters, 1908
- Halechiniscus jejuensis Chang & Rho, 2002
- Halechiniscus macrocephalus Grimaldi de Zio, D’Addabbo Gallo & Morone De Lucia, 1988
- Halechiniscus paratuleari Grimaldi de Zio, D’Addabbo Gallo & Morone De Lucia, 1988
- Halechiniscus perfectus Schulz, 1955
- Halechiniscus remanei Schulz, 1955
- Halechiniscus tuleari Renaud-Mornant, 1979
- Halechiniscus yanakaagii Fujimoto, 2015

## Publication originale
- Richters, 1908 : Marine Tardigraden. Zoologischer Anzeiger, vol. 33, p. 77-85 (texte intégral).